# Johannes Carsten Hauch
Johannes Carsten Hauch (ur. 12 maja 1790, zm. 4 marca 1872) – duński poeta romantyczny.

## Życiorys
Johannes Carsten Hauch urodził się w 1790 roku w miejscowości Frederikshald w Norwegii. Był synem Frederika Haucha i Karen Tank. Po śmierci matki wrócił z ojcem do Dania. Walczył jako ochotnik podczas interwencji brytyjskiej w 1807 roku. W 1808 zapisał się na Uniwersytet w Kopenhadze. W 1821 roku uzyskał doktorat. Poznał między innymi Adama Gottloba Oehlenschlägera. Szybko uznał za swoje założenia romantyzmu. Po opublikowaniu pierwszych poematów dramatycznych zniechęcił się do literatury z powodu niewielkiego odzewu, jaki wzbudziły jego prace i poszedł na studia przyrodnicze. W 1821 roku uzyskał doktorat z zoologii i udał się na studia za granicę. W Nicei stał się ofiarą wypadku, po którym amptowano mu jedna stopę. Wkrótce potem poeta podjął nieudaną próbę samobójczą. Otrząsnąwszy się z chwilowej depresji, z tym większą siłą powrócił do pracy literackiej. Po powrocie do ojczyzny poeta był wykładowcą nauk przyrodniczych w Sorø, profesorem literatury skandynawskiej w Kilonii (1846–48) i estetyki w Kopenhadze. Zmarł w Rzymie w 1872.

## Twórczość
Johannes Carsten Hauch był powieściopisarzem, poetą i dramaturgiem. Pisał wiersze i tragedie o tematyce historycznej. Wydał między innymi tomiki Lyriske digte (Wiersze liryczne, 1842), Lyriske digte og romancer (Wiersze i romanse liryczne, 1861) i Nye digtninger (Nowa poezja, 1869). Sztuki Haucha są mroczne i pełne cierpienia, a ich pesymistyczny wydźwięk jest złagodzony jedynie przez mocną wiarę w zasady moralne i ogólną sprawiedliwość. Bohaterami są wielkie postacie historyczne, sułtan turecki Bajazet, cesarz rzymski Tyberiusz, papież Grzegorz VII, król Svend Grathe i Marsk Stig, duński Robin Hood. Hauch pisał także powieści w stylu Waltera Scotta. Jedną z nich jest En polsk familie (Polska rodzina, 1839), której akcja rozgrywa się w czasie Powstania listopadowego.